# Каняр (провинция)
Каняр (на испански: Cañar) е една от 24-те провинции на южноамериканската държава Еквадор. Разположена е в южноцентралната част на страната. Общата площ на провинцията е 3141,60 км², а населението е 276 800 жители (по изчисления за 2019 г.). Провинцията е разделена на 7 кантона, някои от тях са:
1. Ел Тамбо
2. Ла Тронкал
3. Сускал